# 1613 Смајли
1613 Смајли (енгл. 1613 Smiley) је астероид главног астероидног појаса са пречником од приближно 21,11 .
Афел астероида је на удаљености од 3,447 астрономских јединица (АЈ) од Сунца, а перихел на 2,022 АЈ.
Ексцентрицитет орбите износи 0,260, инклинација (нагиб) орбите у односу на раван еклиптике 7,986 степени, а орбитални период износи 1651,887 дана (4,522 године).
Апсолутна магнитуда астероида је 11,63 а геометријски албедо 0,088.
Астероид је откривен 16. септембра 1950. године.